# Нижньокамськ – Казань (етиленопровід)
Нижньокамськ — Казань (етиленопровід) — продуктопровід, задіяний в роботі підприємств нафтохімічної галузі Татарії (Росія).
У 1976 році почала виробництво етилену установка парового крекінгу об'єднання Нижнекамскнефтехим (місто Нижньокамськ). Частина цього продукту споживалась на місці, проте більшість призначалась для передачі на інші підприємства нафтохімії Поволжя. Для цього майже одночасно спорудили два трубопроводи — на північний захід до Казані та на південний схід у Башкирію (Уфа, Салават).
Етиленопровід до Казані довжиною 280 км та діаметром 219 мм спорудили у підземному виконанні з глибиною залягання 1,2 метра. При цьому на трасі знаходяться переходи через 24 водні перепони, 29 автомобільних доріг та 1 лінію залізниці. Трубопровід розрахований на перекачування етилену у газоподібному стані з робочим тиском 9,5 МПа, що забезпечує пропускну здатність до 290 тисяч тон на рік.
У Нижньокамську в складі системи розташоване буферне сховище етилену об'ємом 5 тисяч тон.
В Казані етилен надходить до об'єднання Казаньоргсинтез, яке має великі потужності з полімеризації цього олефіну. Крім того, певна частина може споживатись казанським заводом «Севілен», котрий належить самому Нижньокамськнафтохіму. Це підприємство випускає до 12 тис. тонн севілену (кополімер етилену з вінілацетатом) та 20 тис. тонн поліетилену.